# UB-612 코로나19 백신
UB-612 코로나19 백신은 타이완이 개발한 코로나19 백신이며 현재 임상 2/3상에 있다. 2-8도에서 보관이 가능하며 1차접종후 28일뒤 2차접종을 한다. 이 백신의 뚜껑은 ●파란색이다

## 예방률
UB-612 코로나19 백신은 예방률이 무려 95.65%로 현재 세계에서 가장 높은 방어율을 지닌 화이자-바이온텍 코로나19 백신(95%)보다 0.65% 높은 수준이다.